# Ауэ (Бад-Берлебург)

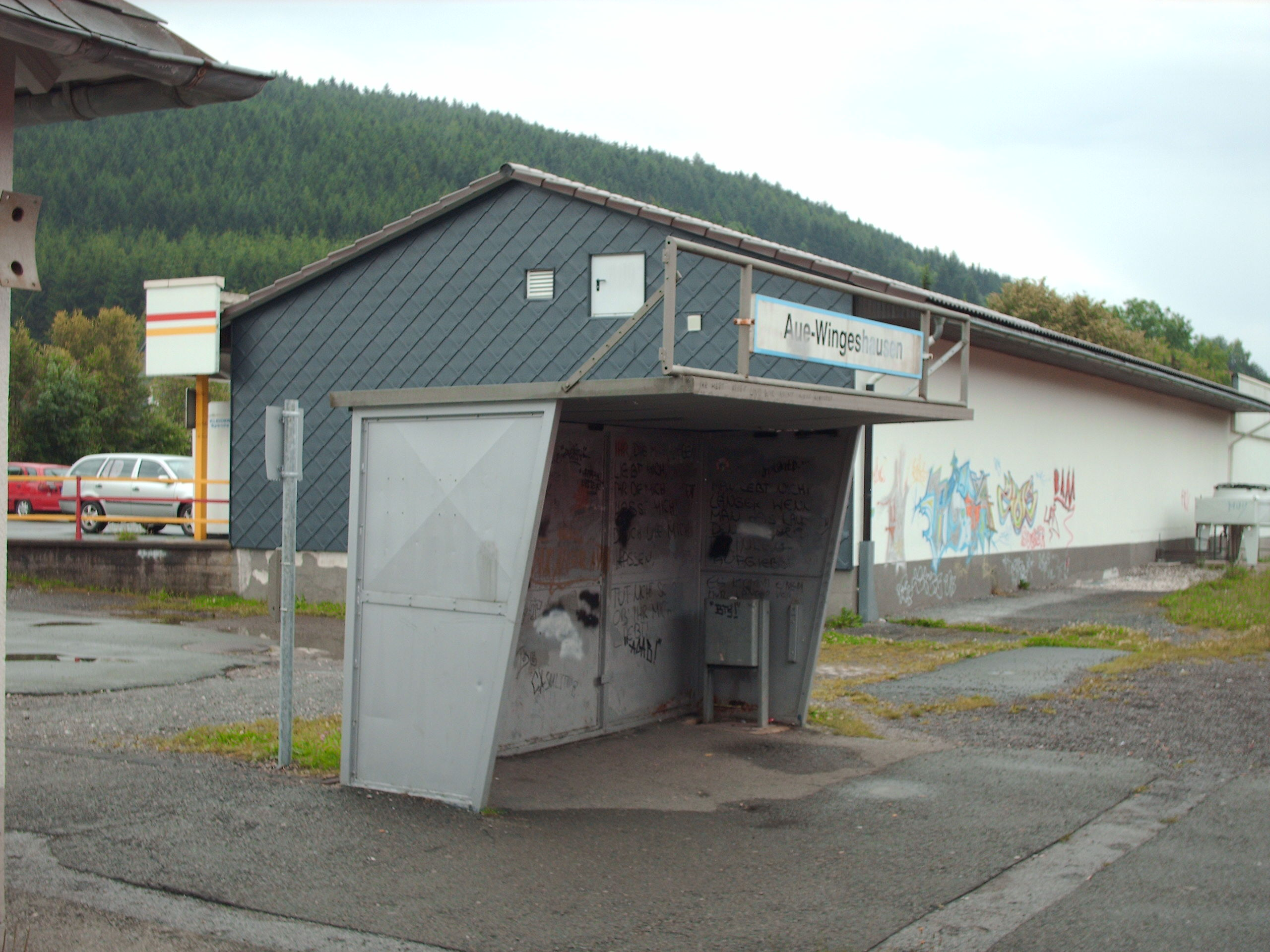
Остановочная платформа Ауэ-Вингесхаузен

Ауэ (нем. Aue) — поселение сельского типа в составе города Бад-Берлебург в районе Зиген-Виттгенштайн (земля Северный Рейн-Вестфалия, Германия). Населённый пункт был включён в состав Бад-Берлебурга после реформы местного самоуправления 1975 года.

## География

### Положение
Ауэ лежит на северо-западе исторической земли Виттгенштайн, в долине водотока Каппель, являясь частью природно-территориального комплекса «Виттгенштайнер Каммер», который на севере непосредственно примыкает к хребту Ротхар и граничит на западе лесистым горным регионом Ротхаргебирге. На юге посёлка Каппель впадает в Эдер.

### Соседние поселения
- Вингесхаузен (Wingeshausen) — на севере
- Бергхаузен (Berghausen) — на востоке-юго-востоке
- Биркефель (Birkefehl) — на юге
- Биркельбах (Birkelbach), относится к общине Эрндтебрюкк — на юго-юго-западе
- Рёспе (Röspe), относится к общине Эрндтебрюкке — на юго-западе
- Рюспе (Rüspe), относится к общине Кирххундем района Ольпе — на западе.

### Рельеф
Самая высокая точка поселения находится на высоте 661,2 м на границе с районом Ольпе, примерно в 0,6 км к северу от вершины Бургкопф (658,4 м(, которая также находится на границе района. Самый низкий уровень, около 420 м, находится на крайнем юго-востоке, у реки Эдер, при впадении водотока Прайсдорф.
По другую сторону Эдера находятся две выделяющиеся вершины: Бург (599,8 м) с остатками кольцевой стены от разрушенного замка и Бильсбург (624,2 м).

## История

### Крепость
Остатки кольцевой стены времен кельтов и германских племён на горе Бург (правый склон долины Эдера) являются старейшими сохранившимися следами древних поселений в этом районе. Комплекс датируется периодом от 600 до 400 лет до нашей эры. Нет археологических данных, кто построил это укрепление. Известно, что заселение франками произошло в IV веке нашей эры. Нет возможности утверждать, существовало ли постоянное заселение местности до начала I тысячелетия.

### Поселение
История Ауэ тесно связана с историей Вингесхаузена. Первое документальное упоминание относится к 1624 году. Населённый пункт со средневековым написании Авен (Awen) относилось к церковному приходу Вингесхаузена. Кузница Зельбергера упоминается в Ауэ в 1782 году. В 1819 году Ауэ подчинялось управе Вингесхаузена. С 1845 года это поселение перешло к администрации Бергхаузена, а затем к администрации Берлебурга.
1 января 1965 года к поселению была отнесена часть поместья Сайн-Витгенштейн-Берлебургов (5,56 км²).
1 января 1975 года в рамках муниципальной реорганизации Ауэ был включен в состав города Бад-Берлебург.
Основное занятие населения – сельское хозяйство, горнодобывающая промышленность и металлообработка.

### Изменение численности населения
- 1624: 50 жителей в 8 домах
- 1819: 229 жителей в 25 домах
- 1854: 351 житель в 41 доме
- 1900: 218 жителей
- 1961: 1063 жителей[4]
- 1970: 1289 жителей[4]
- 1974: 1173 жителей[5]
- 2011: 979 жителей
- 2021: 874 жителей

## Транспорт
В 1911 году в посёлке была сооружена остановочная платформа однопутной железнодорожной линии Эрндтебрюкк – Бад-Берлебург, введённой в эксплуатацию в 1888 году. В настоящее время через населённый пункт ежечасно курсирует пригородный дизель-поезд RB 93 в направление Бад-Берлебурга или Зигена.
| Линия | Направление | Такт                                                                              |
| ----- | --- | --------------------------------------------------------------------------------- |
| RB 93 | Ротхарбан (Rothaarbahn): Бецдорф (Зиг) — Кирхен — Фройсбург — Брахбах — Мудерсбах — Нидершельден — Нидершельден Норд — Айзерфельд (Зиг) — Зиген (центральный вокзал) — Зиген-Вайденау — Зиген-Гайсвайд — Кройцталь — Ферндорф (Зиген) — Креденбах — Дальбрух — Хилльнхюттен — Штифт Кеппель-Алленбах — Хильхенбах — Формвальд Дорф — Формвальд — Лютцель — Эрндтебрюкк — Биркельбах — Ауэ-Вингесхаузен — Бергхаузен — Раумланд-Маркхаузен — Бад-Берлебург | 60 мин. (по воскресеньям и праздничным дня между Бецдорфом и Зинегом — 120 минут) |

Кроме того, автодорога земельного значения L553 проходит через Ауэ примерно в направлении с запада на восток (участок Рюспе – Бергхаузен). В Ауэ она пересекает дорогу районного значения К42 направлением юг-север (участок Ауэ — Вингесхаузен).